# 第一次纽托尼亚战役
36°53′01″N 94°11′04″W / 36.8836°N 94.1845°W
第一次纽托尼亚战役（英：First Battle of Newtonia）是美国南北战争时期的一场战役，开始于1862年9月30日的密蘇里州牛頓縣。
随着3月的豌豆岭战役后，许多南军以及北军军队离开了阿肯色州西北部和密苏里州西南部。夏末，南军返回了这片区域，这引起了在林菲尔德和斯科特堡附近的北军的忧虑。南军陆军上校道格拉斯·H·庫珀在27日到达了有制作面包的磨坊的紐托尼亚并分配了他旗下的2个单位部队。在9月中旬，北军陆军准将，堪萨斯军团司令官詹姆斯·G·布朗特派遣了总共约1500人的2个旅离开了斯科特堡，开赴密苏里州西南部。
在29日，北军的侦察兵们靠近纽托尼亚，但被驱逐出此地。其他北军部队也试图靠近附近有铅矿的格兰比，但这里有庫珀（南军）的增援部队。第二天早上7点，北军开始在纽托尼亚展开战斗。北军试图驱赶此地的驻军，但就在此时南军的援军也赶到了。北军此时连忙往回撤，但就在此时北军的增援也到了，并帮助这些军队撤退。不久后，他们再次试图从对方右侧展开攻势，但新到达的南军最终迫使北军休战。
在天黑后南军继续反攻北军，北军的火炮手使用火炮攻击道路阻止追击。南军的炮手根据北军火炮发射的部位予以还击，造成了北军的恐慌。北军的撤退变成了溃退，一些逃向了十几英里远的萨科克西。虽然南军赢得了这场战斗，但他们无法在此处部署大量部队。多数南军撤回到阿肯色州西北部。1862年，南军在密苏里州西南部、纽托尼亚和克拉克磨坊战役的胜利使得该地区被南军所控制。
纽托尼亚战役也是美国南北双方在内战期间土著发挥显著作用的几场战役之一。

## 脚注
1. 1 2 3  U.S. National Park Service battle summary 的存檔，存档日期2012-10-21.

## 延伸阅读
- Larry Wood, The Two Civil War Battles of Newtonia. Charleston, South Carolina:  The History Press, 2010.  Part of the History Press' Civil War Sesquicentennial Series.  ISBN 1-59629-857-X